# Qingbaijiang

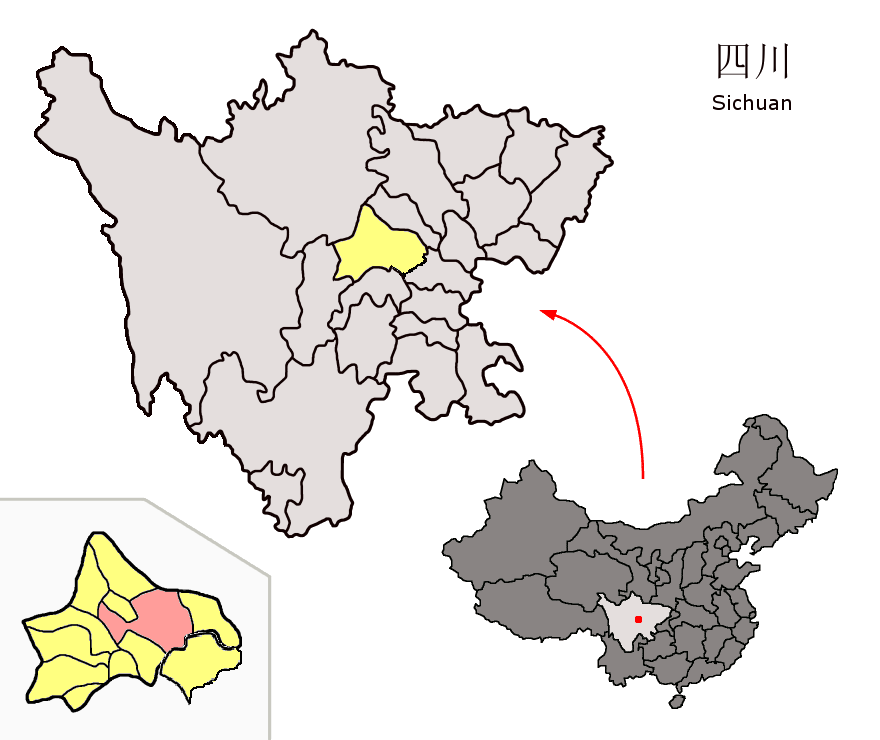
Lage des Gebiets der Stadtbezirke (rosa) auf dem Gebiet der Unterprovinzstadt Chengdu (gelb).

Der Stadtbezirk Qingbaijiang (chinesisch 青白江区, Pinyin Qīngbáijiāng Qū) ist ein Stadtbezirk in der chinesischen Provinz Sichuan. Er gehört zum Verwaltungsgebiet der Unterprovinzstadt Chengdu. Qingbaijiang hat eine Fläche von 370,7 km² und zählt 490.091 Einwohner (Stand: Zensus 2020).

## Administrative Gliederung
Auf Gemeindeebene setzt sich der Stadtbezirk aus zwei Straßenvierteln, sieben Großgemeinden und zwei Gemeinden zusammen. 